# Lech Kaczyński
Lech Aleksander Kaczyński (Varsóvia, 18 de Junho de 1949 — Smolensk, 10 de Abril de 2010) foi um político polonês, presidente de seu país desde 23 de outubro de 2005 até a sua morte, em acidente aéreo, em 10 de abril de 2010.
Na mesma data e de acordo com a Constituição polonesa, Bronisław Komorowski, o presidente da Câmara baixa da Polônia, assumiu a chefia interina do Estado até a realização de novas eleições. No fim de março, Komorowski já havia sido escolhido como candidato do seu partido, Plataforma Cívica, para concorrer à sucessão de Lech Kaczynski, nas eleições presidenciais de 2010. Em pronunciamento televisado, o chefe de Estado interino anunciou a convocação de eleições presidenciais antecipadas. O pleito ocorreu dois meses após a convocação.

## Trajetória
Lech Aleksander Kaczyński (AFI: [ˈlɛx alɛˈksandɛr kaˈtʂɨɲskʲi]  ouça) nasceu no bairro de Żoliborz, em Varsóvia, filho de Rajmund e de Jadwiga Kaczyński. Seu pai era engenheiro e participou da resistência antinazista e  da insurreição de Varsóvia, em 1944. A mãe era filóloga da Academia Polonesa de Ciências. Ambos pertenciam à Nobreza da Polónia.
Aos 12 anos, ele e seu irmão gêmeo idêntico, Jarosław, tornaram-se famosos pela participação no filme Os Rapazes que Roubaram a Lua (O dwóch takich, co ukradli księżyc, no original), do realizador Jan Batory, nos papéis dos irmãos Jacek e Placek. O filme, de ampla difusão pelo regime comunista, obteve o grande-prêmio no Festival de Cinema de Gijón, em 1964.
Sempre acompanhado pelo irmão, na década de 1970 tornou-se um ativista, militando no Comitê de Defesa dos Trabalhadores, organização clandestina anticomunista, e no movimento sindical independente.
Assim como o seu irmão, Lech graduou-se em Direito na Universidade de Varsóvia. Em 1980, obteve seu PhD pela Universidade de Gdańsk. Tornou-se advogado trabalhista e professor na Universidade de Gdańsk e na Universidade Cardeal Stefan Wyszynski, em Varsóvia.
Em agosto de 1980, tornou-se conselheiro do Comitê interfabril de greve, ligado ao movimento Solidariedade (Solidarność), nos estaleiros de Gdańsk. Durante a vigência da lei marcial na Polônia, instituída pelo governo comunista em dezembro de 1981, foi considerado "elemento antissocialista" e preso. Depois de ser libertado, retornou às atividades sindicais e se tornou membro do então clandestino Solidarność.
Quando o Solidarność foi legalizado, no fim dos anos 1980, Lech Kaczyński já era um ativo conselheiro do seu Comitê de Cidadãos e de Lech Wałęsa.  De fevereiro a abril de 1989, participou das chamadas negociações polonesas.
A proximidade a Lech Wałęsa valeu-lhe e ao seu irmão lugares destacados no primeiro governo após a queda do regime comunista. Kaczyński foi eleito senador nas eleições legislativas de junho de 1989, e tornou-se vice-presidente do sindicato NSZZ Solidarność. Foi também o principal conselheiro de Lech Wałęsa quando este foi eleito presidente da Polônia, em dezembro de 1990. Wałęsa nomeou Kaczyński chefe da Segurança ligado à chancelaria presidencial, mas demitiu-o em 1992. Os gêmeos Kaczyński se desentenderam com o presidente polonês em virtude de sua oposição à "terapia de choque" aplicada à economia polonesa e sobretudo, por discordâncias a respeito do governo do primeiro-ministro Jan Olszewski.

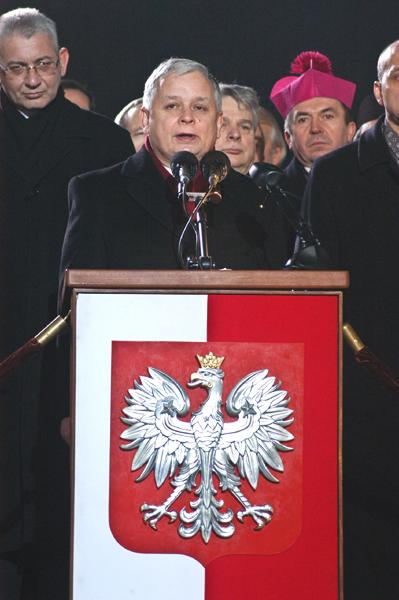
Lech Kaczyński discursa ao tomar posse do cargo de presidente da República (2005).

Após o rompimento com o Solidarność, Lech foi eleito para o parlamento, nas eleições parlamentares de 1991, como membro sem partido, embora tenha sido apoiado pela coligação Aliança do Centro Cívico, próxima ao partido Porozumienie Centrum (Acordo do Centro) liderado, por seu irmão.
Entre fevereiro de 1992 e maio de 1995, Lech Kaczyński foi presidente da Suprema Câmara de Controle (Najwyższa Izba Kontroli, NIK), órgão governamental de auditoria.
Em junho de 2000, durante o governo do primeiro-ministro Jerzy Buzek, exerceu o cargo de ministro da Justiça e Procurador-geral da República, até sua demissão, em julho de 2001. Nessa época, granjeou popularidade por sua luta contra a corrupção e o crime organizado. Exerceu depois as funções de prefeito de Varsóvia, onde tomou a polémica decisão de impedir a parada LGBT.
Em 2001, ele e seu irmão fundaram o Partido da Lei e da Justiça (Prawo i Sprawiedliwość, PiS), que reflecte os ideais dos Kaczyński - conservadores e católicos.
A 23 de outubro de 2005, Lech Kaczyński foi eleito presidente da Polónia com 54% dos votos.
Em junho de 2006, após a demissão do primeiro-ministro Kazimierz Marcinkiewicz, Lech nomeou seu irmão, Jarosław, como primeiro-ministro. Este havia abandonado o cargo para evitar prejudicar a campanha eleitoral de Lech. A administração conjunta dos gêmeos foi direccionada para a eliminação da herança comunista, a protecção dos valores morais e a contenção do liberalismo, bem como a redução do déficit público e do desemprego. As relações com a Rússia deterioraram-se, em parte devido à pouca simpatia dos irmãos Kaczyński por aquele país.
A 1 de Setembro de 2008 foi agraciado com o Grande-Colar da Ordem do Infante D. Henrique de Portugal.
Na União Europeia, sua posição era de reforço do peso político da Polónia. O país estabeleceu 2012 como data limite para aderir à zona do euro, mas é possível que haja um adiamento.

## Morte

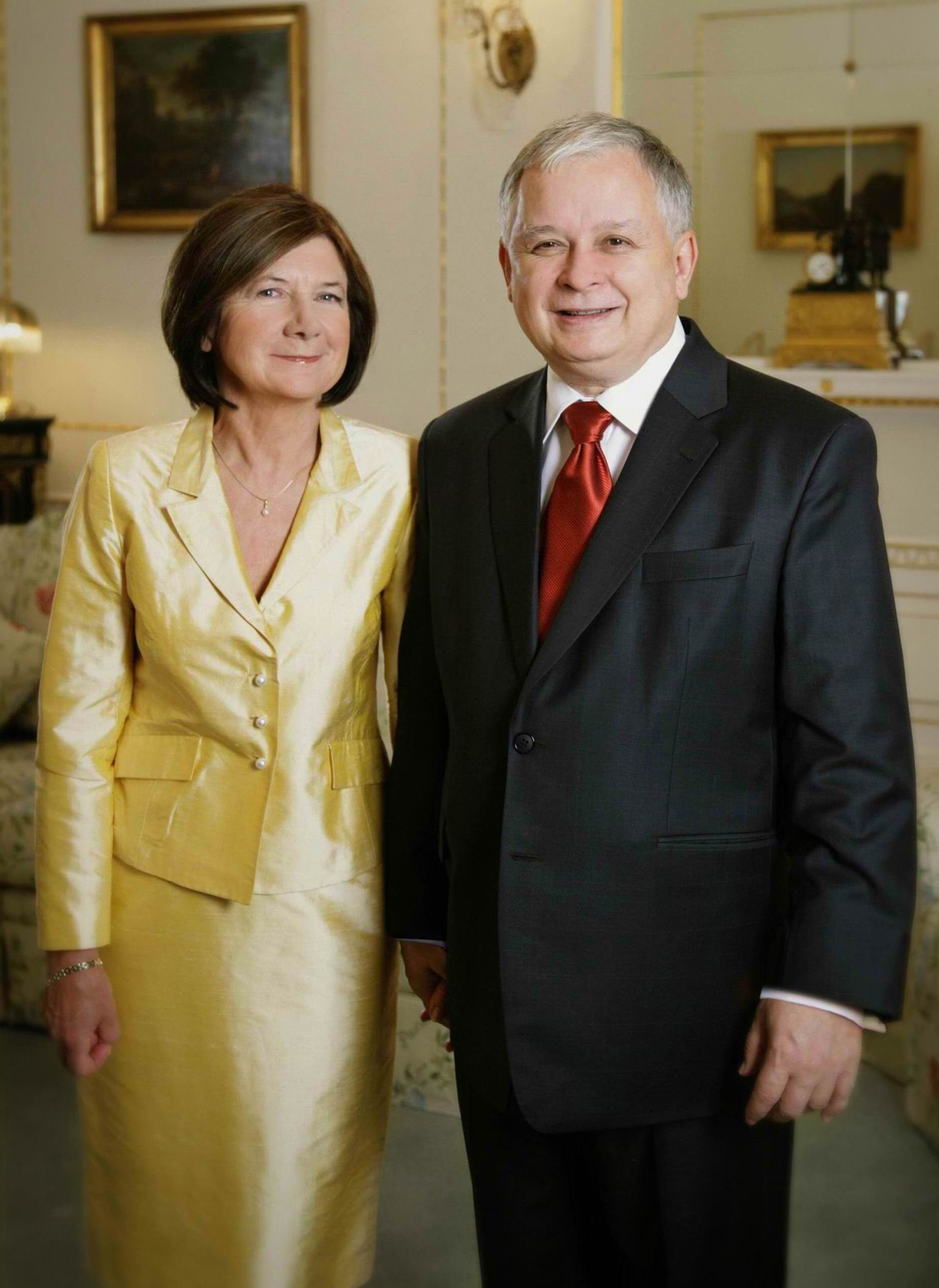
O casal Maria e Lech Kaczyński.

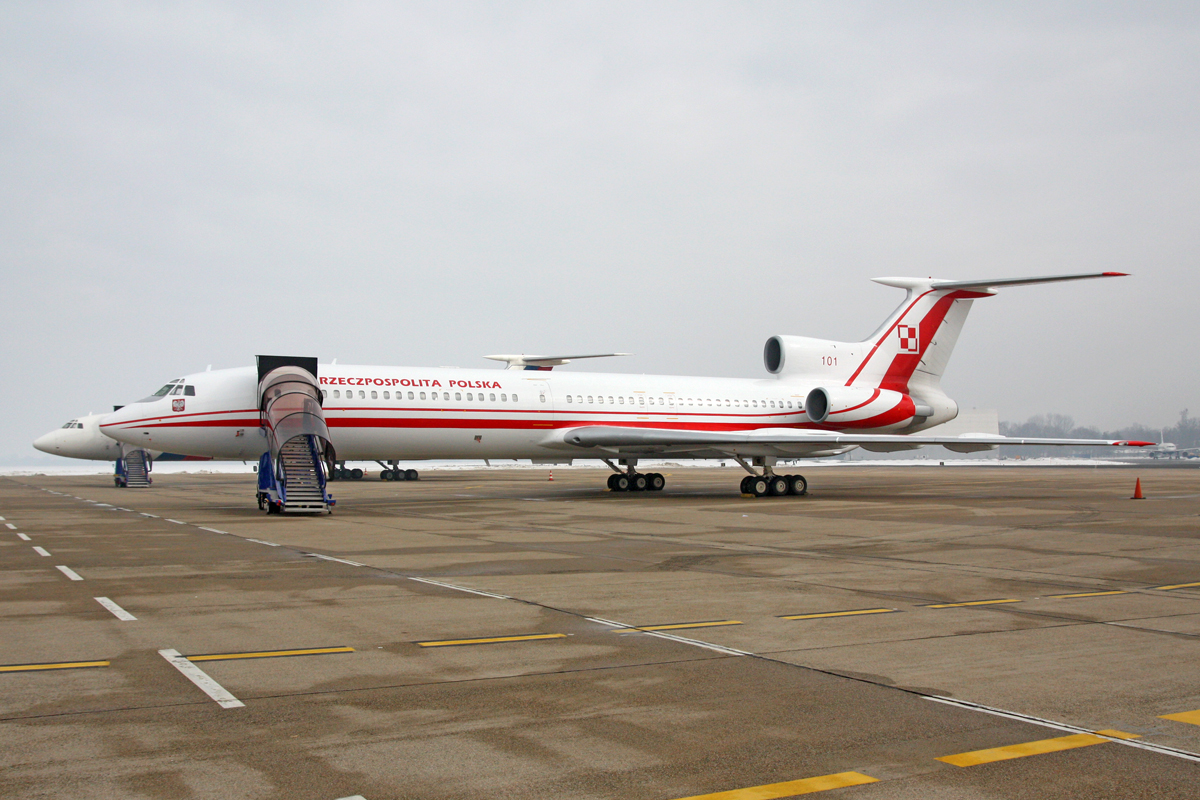
Um Tupolev 154, idêntico à aeronave em que viajava Lech Kaczyski.

A jornalista austríaca Jane Bürgermeister investigou este estranho falecimento colectivo, onde este presidente terá morrido assim como, a sua mulher e toda a sua comitiva presidencial, e onde praticamente nenhum chefe-de-estado ou chefe de governo de países mais influentes compareceu ao seu funeral.
Kaczyński faleceu, vítima de acidente aéreo, no dia 10 de abril de 2010, aos sessenta anos. O avião em que viajava, um Tupolev 154, caiu e incendiou-se, ao tocar a pista do aeroporto de Smolensk, no oeste da Rússia. Todos os outros 96 ocupantes do avião também morreram, inclusive a primeira-dama, Maria, o ex-presidente da Polônia no exílio, Ryszard Kaczorowski — figura histórica da luta contra o comunismo no país —, o vice-presidente do parlamento polaco, os chefes dos Serviços Nacionais de Segurança e da Casa Civil do Presidente, o vice-ministro dos Negócios Estrangeiros, o vice-Chefe do Estado Maior das Forças Armadas, o presidente do Banco Central, Sławomir Skrzypek, o candidato à presidência, Jerzy Szmajdzinski, bispos da Igreja Católica e pelo menos cinco deputados — todos integrantes da delegação polonesa, de 88 pessoas. Juntamente com o presidente, deveriam participar de uma cerimônia em homenagem às vítimas do massacre de Katyn, ocorrido perto de  Smolensk, na primavera de 1940, quando mais de 20 mil poloneses — dos quais oito mil prisioneiros militares, sendo 4 mil oficiais — foram executados por tropas soviéticas, em articulação com a polícia política da URSS (a NKVD). Por muito tempo, as autoridades soviéticas culparam os nazistas pelo massacre. Somente em 1992, durante uma visita de Bóris Ieltsin a Varsóvia, os russos admitiram a responsabilidade direta de Stalin e dos demais membros do Politburo na eliminação da elite polonesa em 1940. A celebração seria, portanto, de grande importância para a superação de divergências históricas entre Varsóvia e Moscou.